# Травинка (Новосибирская область)
Травинка — деревня в Купинском районе Новосибирской области России. Входила в состав Новоключевского сельсовета. Упразднена в 1975 году.

## География
Располагалась в 13 км (по прямой) к западу от центра сельского поселения села Новоключи.

## История
В 1928 году посёлок Травинский состоял из 45 хозяйств. В административном отношении входил в состав Пестеревского сельсовета Купинского района Барабинского округа Сибирского края.
В годы коллективизации в деревне был образован колхоз «Большевик». Решением Облисполкома 17 февраля 1975 года деревня Травинка исключена из учётных данных.

## Население
В 1926 году в посёлке проживало 240 человек (120 мужчин и 120 женщин), основное население — русские.